# 鄧傳安
鄧傳安（1764年—？），字鹿耕，號菽原，江西浮梁人，清朝政治人物，同進士出身。
嘉慶十年（1805年）登殿試三甲第三名進士，授福建省羅源縣知縣一職。道光元年（1821年）改閩縣知縣，未滿一年，升任臺灣府北路理番鹿仔港海防捕盜同知，並駐於鹿港。道光四年（1824年）因臺灣北路械鬥事件，以鹿港同知代理臺灣府知府，任滿調離臺灣後，又於道光十年（1830年）奉旨擔任按察使銜分巡臺灣兵備道。道光十一年（1831年）任建寧府知府，道光十六年（1836年）由嘉恒接任。
在臺灣任職接近十年，為政以振興教育為先，曾經捐出除了正俸以外的養廉銀，推動創建鹿港文開書院，並著有《蠡測彙鈔》及《水沙連紀程》。